# San Clemente (Ibias)
San Clemente ist ein Ort und gleichzeitig Namensgeber eines Parroquia in der Gemeinde Ibias der spanischen Provinz Asturien.
Das Parroquia hat eine Fläche von 42,51 km² und zählte 2011 102 Einwohner. San Clemente liegt auf einer Höhe von 679 m über dem Meeresspiegel mit dem  Pena Rogueira (1.961 m) als höchste Erhebung, am Rio Ibias und dem Rio Pelliceira. San Antolin, der Verwaltungssitz der Gemeinde Ibias, ist 17 km entfernt.

## Sehenswürdigkeiten
- Pfarrkirche San Clemente
- Kirche in Santacomba
- Hórreos des Architekten Florencio Nogueiro

## Feste
- 23. Dezember in San Clemente
- San Juan am 29. August in Omente

## Dörfer und Weiler
- Alguerdo – 13 Einwohner 2011 42° 59′ 18″ N, 6° 46′ 37″ W
- Busante – 20 Einwohner 2011 42° 58′ 24″ N, 6° 48′ 9″ W
- Omente (Oumente)- 17 Einwohner 2011 42° 58′ 44″ N, 6° 44′ 40″ W
- San Clemente – 34 Einwohner 2011 42° 59′ 13″ N, 6° 48′ 46″ W
- Santa Comba (Santacomba) – unbewohnt 2011
- La Sierra (A Serra) – 18 Einwohner 2011 42° 59′ 0″ N, 6° 49′ 56″ W